# NGC 5082
NGC 5082 ist eine Linsenförmige Galaxie vom Hubble-Typ SB0 im Sternbild Zentaur am Südsternhimmel. Sie ist schätzungsweise 167 Millionen Lichtjahre von der Milchstraße entfernt und hat einen Durchmesser von etwa 80.000 Lichtjahren. 
Die Supernova SN 1958F wurde hier beobachtet.
Das Objekt wurde am 3. Juni 1834 vom britischen Astronomen John Herschel mit einem 18-Zoll-Spiegelteleskop entdeckt, der dabei „very faint, round; 20 arcseconds. The first of a group of four“ notierte. Die anderen Galaxien in dieser Gruppe sind NGC 5086, NGC 5090 und NGC 5091.

## NGC 5082-Gruppe (LGG 348)
| Galaxie   | Alternativname | Entfernung/Mio. Lj |
| --------- | -------------- | ------------------ |
| NGC 5018  | PGC 46566      | 167                |
| PGC 46771 | ESO 270-7      | 166                |
| PGC 47262 | ESO 270-14     | 165                |